# Arte dei Farsettai
L'Arte dei Sarti e Farsettai fu una delle arti minori della Repubblica di Firenze, nata in seguito al tumulto dei Ciompi (1378) perché i suoi lavoratori soffrivano la potenza economica dei membri più forti dentro l'Arte di Por Santa Maria, come i setaioli. Venne sciolta entro il 1382, riprendendo i suoi addetti nel seno della maggiore Arte della Lana.
Quest'arte era rappresentativa di coloro i quali cucivano e creavano i farsetti, ovvero dei giubbetti da uomo con o senza maniche ed imbottiti di ovatta, indossati principalmente da persone umili. In senso più lato, raccoglieva tutti i sarti.